# Charlotte Vandermeersch

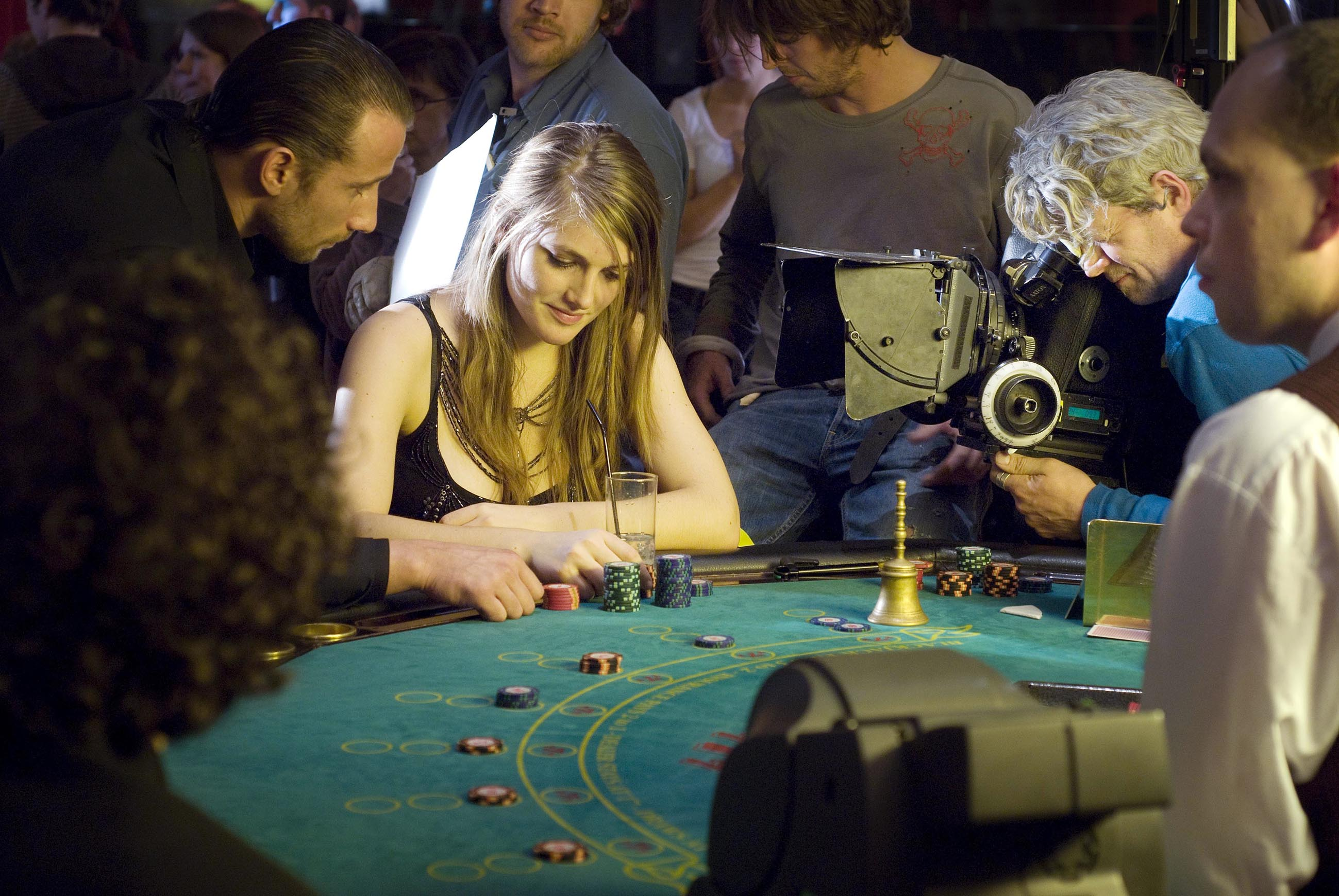
Charlotte Vandermeersch bij de opnamen van Loft (2008)

Charlotte Vandermeersch (Oudenaarde, 11 november 1983) is een Vlaamse actrice.

## Levensloop
Vandermeersch studeerde in 2005 af aan het Herman Teirlinck Instituut in Antwerpen als Meester in de Dramatische Kunst.
Ze speelde in tal van theaterproducties bij onder meer SKaGeN, Wunderbaum en Abattoir Fermé. Samen met Maaike Neuville maakte ze haar eigen theaterproductie De kus van de spinvrouw.
De eerste jaren speelde ze vooral bijrollen en gastrollen. In 2010 kreeg ze echter twee hoofdrollen te pakken, in de televisieserie Dag en Nacht en in de film Turquaze. In 2012 speelde ze de hoofdrol in de televisieserie Deadline 14/10 evenals in het vervolg, Deadline 25/5, dat in het voorjaar van 2014 op VTM te zien was. Dat jaar vertolkte ze ook de rol van Linda Schools in de langspeelfilm Bowling Balls. In 2016 had ze een hoofdrol in Belgica van Felix Van Groeningen.
Daarnaast was ze van 2012 tot 2020 vast verbonden aan toneelgroep LAZARUS.
Ze heeft een relatie met filmregisseur Felix Van Groeningen. In mei 2018 kregen ze samen een zoontje.
In 2022 schreef en regisseerde ze samen met Felix Van Groeningen de speelfilm Le otto montagne. 

## Filmografie
Naast de vermelde rollen in films, kortfilms en televisieseries had ze ook nog gastrollen in Kinderen van Dewindt, Recht op Recht.

## Theater
- Het Schaampaard (luxemburg vzw)
- De noces (de Roovers, muziektheatercollectief Walpurgis en het Spectra Ensemble)
- Het fluistertheater van Floor, Oto en Titus (Michael De Cock)
- Mistinguett (selectie jong theaterwerk Theater aan Zee)
- Laura exterieur (SKaGeN)
- Tinseltown (Abattoir Fermé)
- Kamp Jezus (Wunderbaum, NTGent en Rotterdamse Schouwburg)
- Deurdedeurdeur (SKaGeN)
- Zilke – dood en ontwaken (muziektheatergezelschap Walpurgis en Flat Earth Society)
- Uptijd (Norfolk in samenwerking met Artemis)
- Soepkinders (een muzikaal griezelverhaal) (coproductie HETPALEIS met Laika)
- Wat is drinken? (LAZARUS, 2011)
- Niets is onmogelijk (LAZARUS, 2012)
- De idioot (LAZARUS, 2013)
- KARAMAZOW (LAZARUS, 2016)
- Zwanemans (coproductie HETPALEIS met Opera Ballet Vlaanderen, 2016)
- BUZZ (Kopergietery, LAZARUS en KGbe, 2018)
- Gelukzoekers (Theater Malpertuis, 2023)